# Hlinna
Hlinna (biał. Глінная; ros. Глинная) – wieś na Białorusi, w obwodzie brzeskim, w rejonie iwacewickim, w sielsowiecie Omelna.
Znajduje się tu zabytkowa parafialna cerkiew prawosławna pw. Narodzenia Matki Bożej.

## Historia
Dawniej wieś i folwark. W dwudziestoleciu międzywojennym leżała w Polsce, w województwie poleskim, w powiecie kosowskim/iwacewickim, w gminie Święta Wola. Po II wojnie światowej w granicach Związku Sowieckiego. Od 1991 w niepodległej Białorusi.